# Selenia harrisoni
Selenia harrisoni är en fjärilsart som beskrevs av Wagner 1928. Selenia harrisoni ingår i släktet Selenia och familjen mätare. Inga underarter finns listade.